# Копи
Ко́пи —  село в Україні, у Доманівській селищній громаді Вознесенського району Миколаївської області. Населення становить 65 осіб. Колишній орган місцевого самоврядування — Володимирівська сільська рада.
05.02.1965 Указом Президії Верховної Ради Української РСР передано село Копи Миколаївської сільради Миколаївського району передати до складу Доманівського району Миколаївської області з підпорядкуванням села Володимирівській сільській Раді.